# Fushun
Fushun (forenklet kinesisk: 抚顺; traditionel kinesisk: 撫順; pinyin: Fǔshùn) er en by på præfekturniveau i provinsen Liaoning i det nordlige Kina ved kysten til det Gule Hav. Præfekturet har et areal på 10,816 km2, hvoraf byområdet udgør 675 km2; der er en befolkning på 2,3 millioner mennesker, hvoraf 1,4 million lever i byområdet.
Fushun ligger i et stærkt industrialiseret område. Byen har jernbaneforbindelse til Shenyang i nord og Dalian i syd. Fushan har åbne kulminer som har vært i drift siden 1100-tallet. Byen blev udviklet af russerne fra 1905 og af japanerne frem til 1945. 

## Administrative enheder
Bypræfekturet Fushun har jurisdiktion over 4 distrikter (区 qū), et amt (县 xiàn) og 2 autonome amter (自治县 zìzhìxiàn).
| Kort           | Kort                           | Kort           | Kort                     | Kort                   | Kort        | Kort      |
| -------------- | ------------------------------ | -------------- | ------------------------ | ---------------------- | ----------- | --------- |
|                |                                |                |                          |                        |             |           |
| #              | Navn                           | Hanzi          | Pinyin                   | Befolkning (2003 est.) | Areal (km²) | Indb./km² |
| Distrikter     |                                |                |                          |                        |             |           |
| 1              | Shuncheng                      | 顺城区         | Shùnchéng Qū             | 400.000                | 277         | 1.444     |
| 2              | Xinfu                          | 新抚区         | Xīnfǔ Qū                 | 290.000                | 30          | 9.667     |
| 3              | Dongzhou                       | 东洲区         | Dōngzhōu Qū              | 350.000                | 192         | 1.823     |
| 4              | Wanghua                        | 望花区         | Wànghuā Qū               | 370.000                | 214         | 1.729     |
| Amter          |                                |                |                          |                        |             |           |
| 5              | Fushun                         | 抚顺县         | Fǔshùn Xiàn              | 190.000                | 2.350       | 81        |
| Autonome amter |                                |                |                          |                        |             |           |
| 6              | Xinbin (For manchuer)          | 新宾满族自治县 | Xīnbīn Mǎnzú Zìzhìxiàn   | 310.000                | 4.287       | 72        |
| 7              | Qingyuan Manchu (For manchuer) | 清原满族自治县 | Qīngyuán Mǎnzú Zìzhìxiàn | 340.000                | 3.921       | 87        |

## Trafik
Kinas rigsvej 202 løber gennem området. Den begynder i Heihe i provinsen Heilongjiang, passerer gennem Harbin og Shenyang, og ender i Dalian ved det Gule Hav.